# Alaeddine Marzouki
Alaeddine Marzouki (3 de julio de 1990) es un futbolista tunecino que juega en la demarcación de delantero para el Al-Ain FC de la Liga Príncipe Mohammad bin Salman.

## Selección nacional
Hizo su debut con la selección de fútbol de Túnez el 21 de septiembre de 2019 en un encuentro de clasificación para el Campeonato Africano de Naciones de 2020 contra Libia que finalizó con un resultado de 1-0 a favor del combinado tunecino tras el gol de Anice Badri.

## Clubes
| Club               | País           | Año       | Partidos | Goles |
| ------------------ | -------------- | --------- | -------- | ----- |
| Club Africain      | Túnez          | 2011-2012 | 12       | 1     |
| ES Hammam-Sousse   | Túnez          | 2013      | 8        | 0     |
| Stade Tunisien     | Túnez          | 2013-2016 | 71       | 14    |
| CS Sfaxien         | Túnez          | 2016-2020 | 106      | 38    |
| Espérance de Tunis | Túnez          | 2020-2022 | 45       | 6     |
| Al-Ain FC          | Arabia Saudita | 2022-     | 0        | 0     |